# Anonymní dramatická soutěž agentury Aura-Pont
Anonymní dramatická soutěž agentury Aura-Pont je soutěž autorů divadelních her pořádaná Divadelní a literární agenturou Aura-Pont. Navazuje na 22 ročníků dramatické soutěže o Cenu Alfréda Radoka, kterou Aura Pont spolupořádala, po ukončení činnosti Nadačního fondu cen Alfréda Radoka pokračuje v pořádání soutěže samostatně.
Záměrem soutěže je zhodnocení původních her v českém a slovenském jazyce a podpora jejich realizaci na jevišti.
Soutěžní texty anonymně posuzuje vícečlenná porota, vyhlašuje deset finalistů a z nich vybírá první tři oceněné. Z bývalé soutěže cen Alfréda Radoka se zachovala spolupráce s Českým rozhlasem. Cena Českého rozhlasu nabízí spolupráci v rozhlasové realizaci oceněného textu.

## Ročníky

### 2018
Porota ve složení Vladimír Fekar, Dagmar Haladová, Petra Richter Kohutová, Ilona Smejkalová a Pavla Bergmannová vybírala z 55 textů od 50 autorů.

#### Výsledky
1. místo: neuděleno.
2. místo: Ondřej Novotný: Teritorium a Hynek Skoták: Furianti.
3. místo: Lenka Čepková: Tresky v mrazáku, Monika Kaňová: Lidi a Ondřej Škrabal: Syntetická hostina.

### 2017
Porota ve složení Vladimír Fekar, Marek Pivovar, Miriam Kičiňová, Ilona Smejkalová a Jaroslava Šiktancová vybírala ze 38 textů od 35 autorů.

#### Výsledky
1. místo: Barbora Hančilová: Identity.
2. místo: Hynek Skoták: Furianti.
3. místo: Kateřina Lužná: Válečná vřava.

### 2016
Porota ve složení Vladimír Fekar, Zdeněk Janál, Marta Ljubková, Miriam Kičiňová, Ilona Smejkalová a Jaroslava Šiktancová vybírala ze 49 textů od 46 autorů či autorských dvojic.

#### Výsledky
1. místo: neuděleno.
2. místo: Hynek Skoták: Želvuška a Jakub Vilímek Pas De Deux.
3. místo: Marian Janik: Australan.

### 2015
Porota ve složení Andrea Dömeová, Lucie Němečková, Miroslav Ondra, Jitka Sloupová, Ilona Smejkalová, Jan Šotkovský a Martin Velíšek vybírala z 57 textů od 49 autorů či autorských dvojic. Vítězem soutěže se stal umělecký šéf Švandova divadla v Praze Dodo Gombár.
Podle členky poroty Ilony Smejkalové se větší množství zaslaných textů týkalo výročí konce druhé světové války.

#### Výsledky
1. místo: Dodo Gombár: Peniaze.
2. místo: Adam Votruba: Arizace.
3. místo: Magdaléna Mikulová: Il Duetto (Das Duett) a Anna Sobotková: Ich Adolf.
Cena Českého rozhlasu: Ervin Hodulik: Dvaja.